# Gina Valentina
Gina Valentina (ur. 18 lutego 1997 w Rio de Janeiro) – brazylijska aktorka pornograficzna, mieszkająca na stałe w Stanach Zjednoczonych.

## Życiorys

### Wczesne lata
Urodziła się w Rio de Janeiro. Podczas swoich lat w szkole średniej była hipiską. Straciła dziewictwo i odbyła pierwszy seks oralny z zapaśnikiem, przyjacielem jej brata.

### Kariera
W 2015, w wieku 18 lat podjęła pracę w branży pornograficznej. Związała się z Mark Spiegler Casting and Management, jedną z najlepszych agencji w branży.
Jej pierwsze filmy to Bang Bros Casting with 18 year old Brazilian (2015) z Karlo Karrerą, New Sensations Little Princess (2015) z Anthonym Rosano, Team Skeet Spinner Gets Creamed (2015) z Bruce’em Venture’em, Team Skeet Our Dirty Movie (2015) z Joseline Kelly, Lilli Dixon i J-Mac oraz Digital Sin Teens Like It Rough 2 (2015) z Xanderem Corvusem.
Wystąpiła potem w produkcjach Kick Ass, Brazzers, Reality Junkies, New Sensations, Digital Sin, Lethal Hardcore, Evil Angel, Forbidden Fruits Films, Devil’s Films, Digital Playground, Filly Films, Wicked, Bang Bros, 3rd Degree i Girlfriends Films.
W latach 2015–2018 brała udział w serii Kink.com w scenach sadomasochistycznych, takimi jak uległość, głębokie gardło, rimming, cunnilingus, kobieca ejakulacja, fisting analny i pochwowy, pegging, bukkake, plucie i bicie. Były to serie Sex and Submission, Device Bondage, Fucking Machines, Hogtied, Training Of O, Upper Floor z Ramónem Nomarem, Marco Banderas, Tommym Pistolem, Moną Wales, Ellą Novą i Alaną Cruise. Wystąpiła w filmie krótkometrażowym Holly Randall Feeling Frisky (2017) z Mickiem Blue, a także BurningAngel: Babysitter Auditions – Gina Valentina (2017) ze Smallem Handsem i Joanną Angel, Bratty Teens – Gina Valentina (2017) z Xanderem Corvusem i Fuck This Couch (2018) ze Steve’em Holmesem.
W 2017 była nominowana do AVN Award w czterech kategoriach: „Najlepsza nowa gwiazdka”, „Najlepsza scena chłopak/dziewczyna” w B Skow/Girlfriends Films Teen Sex Dolls 2, „Najlepsza scena dziewczyna/dziewczyna” w Forbidden Fruits/Exile Lesbian Border Crossings oraz „Najlepsza wirtualna scena seksu” w WankzVR Tailgate Tag Team, a także była nominowana do XBIZ Award w kategorii „Najlepsza nowa gwiazdka”.
W sierpniu 2017 została ulubienicą miesiąca magazynu „Penthouse”.
17 września 2017 w Los Angeles wzięła udział w serii Casting X Pierre’a Woodmana.
W 2018 otrzymała nominację do XBiz Awards w dwóch kategoriach: „Najlepsza scena seksu w realizacji gonzo” w Ripe 3 (2017) z Manuelem Ferrarą i „Najlepsza scena seksu w realizacji tabu” w Evil Angel Stepdad Seduction 3 (2017) z Tonim Ribasem.
Była bohaterką filmu Pornhub Visionaries Director’s Club The Gift (2018) w reżyserii raperki Young M.A.
W rankingu portalu Die-Screaming zajęła czwarte miejsce na liście „10. najlepszych gwiazd porno 2018” i znalazła się na piątym miejscu listy „20. najgorętszych brazylijskich aktorek porno 2019” portalu AdultContent.com.

## Nagrody
| Rok  | Nagroda                    | Kategoria                                         | Film                                                         | Inni wykonawcy                                                          |
| ---- | -------------------------- | ------------------------------------------------- | ------------------------------------------------------------ | ----------------------------------------------------------------------- |
| 2017 | Nagroda „Penthouse”        | Ulubienica sierpnia                               | –                                                            | –                                                                       |
| 2019 | Spank Bank Award           | Mistrzowska masażystka roku                       | –                                                            | –                                                                       |
| 2019 | Spank Bank Technical Award | Oszałamiaczka plaży południowej                   | –                                                            | –                                                                       |
| 2019 | NightMoves Award           | Niedoceniona wykonawczyni roku                    | –                                                            | –                                                                       |
| 2020 | XBIZ Award                 | Najlepsza scena seksu – rzeczywistość wirtualna   | Santa’s Naughty List (2019)                                  | Adria Rae, Alex Blake, Tommy Gunn, Lexi Lore, Maya Bijou i Taylor Black |
| 2020 | AVN Award                  | Najlepsza scena seksu w wirtualnej rzeczywistości | The Wanking Dead: Doctor’s Orders (2019)                     | Kenzie Reeves, Sofie Reyez, Tommy Gunn i Jillian Janson                 |
| 2020 | Spank Bank Technical Award | Boczna laska roku                                 | –                                                            | –                                                                       |
| 2022 | AVN Award                  | Najlepsza lesbijska scena seksu grupowego         | We Live Together Season 1 – Episode 4: Saying Goodbye (2021) | Emily Willis, Gia Derza i Autumn Falls                                  |